# 大智度論
《大智度論》（羅馬化：*Mahāprajñāpāramitopadeśa），又稱《摩訶般若波羅蜜優波提舍》、《摩訶般若波羅蜜經釋論》、《般若經問論》，簡稱為《大智釋論》、《智度論》、《大智論》、《大論》、《智論》、《釋論》等，是以九部般若中的「中品般若」——也就是《大品般若經》（梵本二萬二千頌）為對象的注釋書，為大乘佛教中觀學派的重要著作。本論已不存梵本，僅漢譯本傳世。
在漢傳佛教之中，三論宗吉藏，天台宗慧思、智顗，及華嚴宗澄觀等人的著作，都大量引用了《大智度論》。天台止觀的代表性著作《次第禪門》一書，就大抵取材自《大智度論》。兼習《大智度論》本是南北朝佛教的普遍風氣，而在以長安、鄴城為中心的北方佛教中，更出現專門研習《大智度論》的北土智度論師。

## 題名
吉藏《大品經義疏》引廬山慧遠《般若經問論集》（又名《大智論抄》），稱《大智度論》的梵語題名為《摩訶般若波羅蜜優波提舍》。自新疆庫車出土的二份《大智度論》古寫本殘卷，亦題為《摩訶般若波羅蜜優波提舍》。

## 作者
傳說龍樹為大龍菩薩帶至龍宮，得受諸多方等深經、無量妙法，出來後大弘佛法，作《優波提舍》十萬偈、《中論》五百偈等。傳說所提及的《優波提舍》，或許就是《大智度論》，根據僧叡〈大智釋論序〉的記載，龍樹作《大智度論》，其略本有十萬偈。
對於《大智度論》的作者是否為龍樹，現代研究者沒有一致的看法。有認為此論是從說一切有部轉學大乘之喀什米爾僧人所造，亦有人認為此論即是龍樹所造。

## 翻譯
後秦弘始四年（402年）鳩摩羅什於長安逍遙園西明寺始譯，至弘始七年（405年）譯訖，經論合編合計一百卷。其中，《大品般若經》（梵本二萬二千頌）佔二十七卷，若扣除經文，釋論應為七十三卷。《大智度論》一百卷的前三十四卷詳釋《大品般若經·序品》，這部份為全譯，解釋其他品的釋論是擇要譯出。

## 內容
《大智度論》從大乘中觀學派的立場講述中道實相，以四悉檀和二諦解釋實相之理，並對《摩訶般若波羅蜜經》作出系統性的解說，大力闡揚了般若經的空觀和菩薩行思想。论中所引经籍甚多，保存大量当时流传于北印度的民间故事和传说，为研究大乘佛教和古印度文化的重要资料。

## 現代考證
比利時研究《大智度論》的學者艾蒂安·拉莫特，基於本論對說一切有部及北印度傳說的熟悉程度等理由，以及其他的疑點，提出此論可能不是出身南印度的龍樹所造。
日本學者干潟龍祥，仍肯定本論為龍樹所作，但是以為鳩摩羅什在漢譯過程中已有所增修，產生諸如「秦言」、「天竺語法」之類，絕非梵本會有的段落。
印順法師支持本論為龍樹所造，主張論主包容異說而涵括全印各學派，不止於說一切有部義，所引之事不限於北印，與南印度亦有密切關係。他對其他的懷疑理由也作出回應，並認為「秦言」、「天竺語法」之類的按語，是歷代譯經者增添夾注的慣例，由僧叡等人為之。

## 外部連結
- 大智度論 - 福嚴慧日影音中心 （页面存档备份，存于）
- Maha Prajnaparamita Sastra - Gelongma Karma Migme Chodron的英語譯本，轉譯自Etienne Lamotte對《大智度論》初品的法語譯注
- 《大智度論》之本文相互索引
- 漢譯佛典《大智度論》之二諦哲學 - 華文哲學百科 （页面存档备份，存于）
- 大品般若經與大智度論中的菩薩